# Henri Lepage
Henri Lepage, (París, 7 de agosto de 1906 - Montreal, 1959) fue un ciclista canadiense, que se especializó en las carreras de seis días de las cuales consiguió 10 victorias en 54 participaciones.

## Palmarés
- 1931
  - 1r a los Seis días de Montreal (1) (con William Peden)
  - 1r a los Seis días de Montreal (2) (con William Peden)
- 1933
  - 1r a los Seis días de Saint Louis (con William Peden)
  - 1r a los Seis días de Minneapolis (con William Peden)
  - 1r a los Seis días de Toronto (con Alfred Letourneur)
- 1934
  - 1r a los Seis días de Pittsburgh (con Jimmy Walthour)
  - 1r a los Seis días de Milwaukee (con William Peden y Jules Audy)
- 1936
  - 1r a los Seis días de Minneapolis (con Reginald Fielding)
- 1937
  - 1r a los Seis días de Filadelfia (con Jules Audy)
- 1938
  - 1r a los Seis días de Indianápolis (con Fernand Wambst)